# جغرافیای اداری هخامنشیان
جغرافیای اداری هخامنشیان کتابی است که توسط آرنولد توین بی، مورخ اهل انگلستان نوشته شده‌است.
این کتاب در سال ۱۳۷۹ توسط همایون صنعتی‌زاده به زبان فارسی ترجمه شده‌است.